# Я хочу вас бачити
«Я хочу вас бачити» — радянсько-східнонімецький біографічно-військовий художній фільм 1978 року режисера Яноша Вейчі.

## Сюжет
Зима 1941 року. Німецький солдат Фріц, розчарувавшись у війні, в лісах Смоленщини вступає в радянський партизанський загін. Спочатку партизани йому не довіряють і відносяться до нього скептично, але його участь в небезпечних розвідувальних операціях змінює ставлення до нього кардинально — партизани називають його «Ваня», він виконує важливе завдання і нагороджується орденом. У 1944 році Фріц-Ваня потрапляє в руки до фашистів, його страчують.

## У ролях
- Вальтер Плате —  Фріц Шменкель
- Євген Жариков —  Мирон
- Леон Немчик —  командир
- Григора Грігоріу —  комісар Ардатов
- Іван Гаврилюк —  Конопльов
- Світлана Суховєй —  Шура
- Валерія Заклунна —  Єлизавета
- Ніна Маслова —  Надя
- Дітер Манн —  офіцер СД
- Гойко Митич —  Муратов
- Федір Одиноков —  Карцев
- Зураб Капіанідзе —  Гурам
- Юрген Фроріп —  Густав
- Клаус-Петер Тіле —  лікар
- Петро Вельямінов —  полковник Григорій
- Валентина Ананьїна —  Лушка
- Людмила Гладунко —  Айра
- Леонід Кміт —  Степан
- Йосип Матусевич —  Андрій
- Микола Дупак —  Козловський
- Володимир Антонов —  Іллюша
- Здіслав Стомма —  старий в селі
- Харій Швейц —  Бойко
- Іон Аракелов —  Смирнов
- Моніка Альвасяк —  Ксенія, дівчинка
- Герд Блаушек —  унтер-офіцер Пульман
- Ральф Боттнер —  кат
- Петро Юрченков —  священик

Текст за кадром читає Джеррі Вольф.

## Знімальна група
- Режисер — Янош Вейчі
- Сценаристи — Янош Вейчі, Ігор Болгарин
- Оператор — Хельмут Бергманн
- Композитор — Гюнтер Херіг
- Художники — Євген Ганкін, Йоахім Отто